# (74195) 1998 RJ49
(74195) 1998 RJ49 – planetoida z pasa głównego asteroid okrążająca Słońce w ciągu 4,01 lat w średniej odległości 2,52 j.a. Odkryta 14 września 1998 roku.